# 圣卡洛斯 (巴西)
圣卡洛斯是巴西圣卡塔琳娜州的一个市镇。总面积158.988平方公里，总人口10372人，人口密度65.2人/平方公里。